# Godefridus Dominicus van Hellenberg

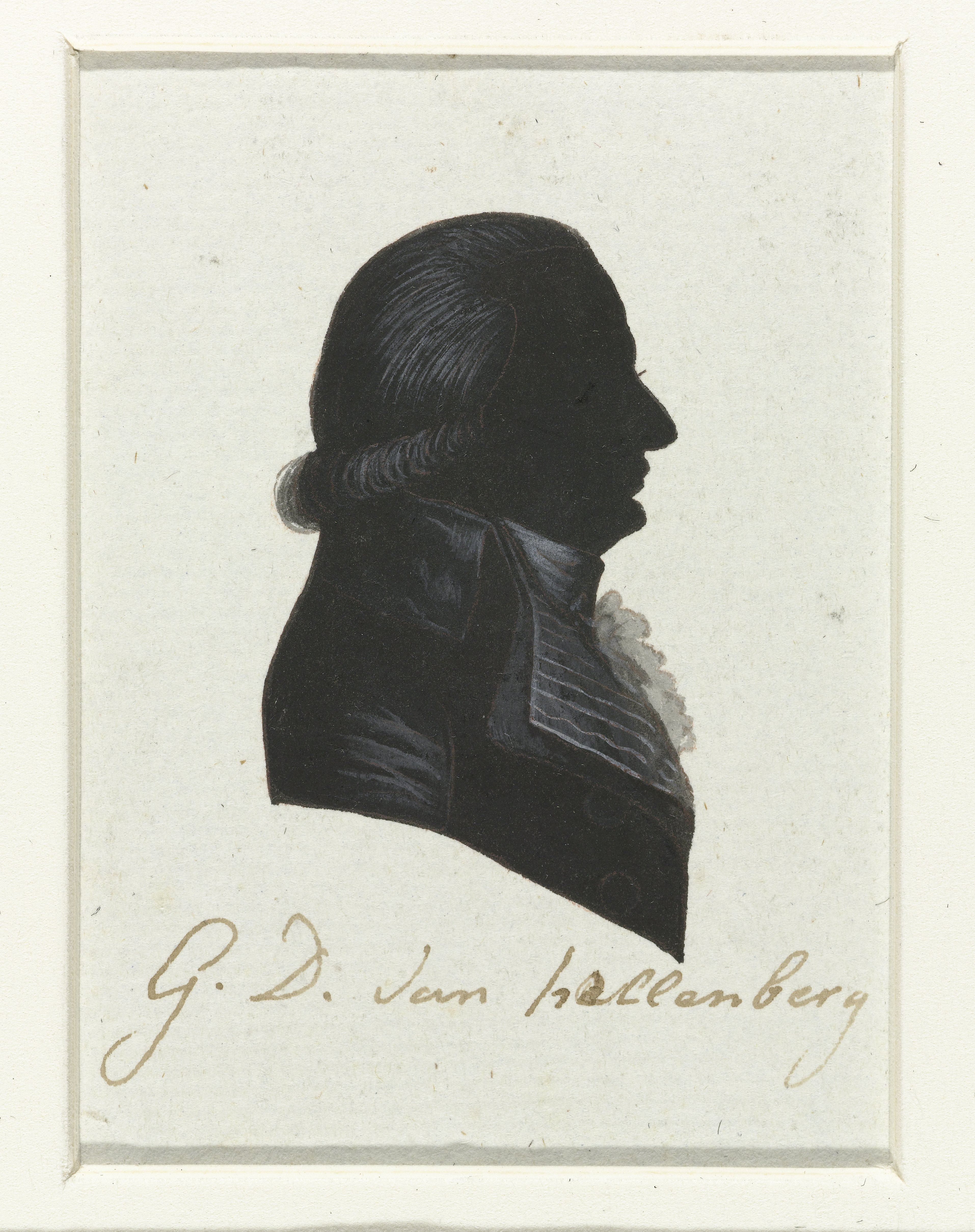
G.D. van Hellenberg

Godefridus Dominicus van Hellenberg (Lith, 11 april 1759 - Tiel, 22 maart 1817) was een rooms-katholiek patriot en onafhankelijk lid van de Eerste Nationale Vergadering van de Bataafse Republiek, namens het district Druten.

## Levensloop
Van Hellenberg kwam uit Lith, een plaats in de gemeente Oss. Hij diende als officier in Pruisische en Hollandse dienst tot 1795. In januari 1795 werd hij aangesteld als Rechter te Tiel en Zantwijk en van februari 1795 tot juni 1796 als opperdirecteur van de dijken. Van 1 maart 1796 tot 31 augustus 1797 was hij onafhankelijk lid van de Eerste Nationale Vergadering van de Bataafse Republiek, namens het district Druten.
Nadien was hij lid van het ambtsbestuur en de dijkstoel van de Nederbetuwe, van 1802 tot 1811, en vanaf 1806 heemraad van Neder-Betuwe. Tijdens de Franse inlijving was hij lid van de municipale raad van Tiel, en van 1816 tot 1817 ook lid van de stedelijke raad van Tiel.

### Familie
Van Hellenberg trouwde op 6 mei 1787 met Petronella Rink (Tiel, 20 mei 1759 - 12 augustus 1806) en kreeg behalve twee jong gestorven zoons ook vier dochters. Zijn jongste dochter Gerarda trouwde met Sébastien Trudo Adrien Hubar, van wie de nakomelingen de naam Van Hellenberg Hubar voeren.